# Стрибки у воду на Чемпіонаті Європи з водних видів спорту 2018 — синхронний трамплін, 3 метри (чоловіки)
Змагання зі синхронних стрибків у воду з триметрового трампліна серед чоловіків на Чемпіонаті Європи з водних видів спорту 2018 відбулись 10 серпня.

## Результат[1]
| Місце | Країна          | Спортсмени                            | Очки  | Очки  | Очки  | Очки  | Очки  | Очки  | Очки    |
| Місце | Країна          | Спортсмени                            | С1    | С2    | С3    | С4    | С5    | С6    | Загалом |
| ----- | --------------- | ------------------------------------- | ----- | ----- | ----- | ----- | ----- | ----- | ------- |
| 1     | Росія           | Євген Кузнецов Ілля Захаров           | 52.80 | 52.20 | 65.88 | 86.10 | 79.56 | 94.62 | 431.16  |
| 2     | Велика Британія | Джек Лафер Кріс Мірс                  | 49.80 | 48.60 | 83.64 | 85.68 | 84.24 | 78.66 | 430.62  |
| 3     | Німеччина       | Патрік Гаусдінґ Ларс Рудігер          | 50.40 | 48.00 | 66.96 | 75.48 | 77.70 | 76.23 | 394.77  |
| 4     | Україна         | Олександр Горшковозов Олег Колодій    | 48.60 | 48.00 | 75.48 | 76.26 | 58.14 | 72.42 | 378.90  |
| 5     | Італія          | Андреа Чіарабіні Джованні Точчі       | 48.60 | 45.00 | 74.46 | 68.25 | 62.22 | 72.54 | 371.07  |
| 6     | Польща          | Каспер Лесяк Анджей Ржежутек          | 49.20 | 48.00 | 67.50 | 72.54 | 72.42 | 56.10 | 365.76  |
| 7     | Швейцарія       | Гуілламе Дутоіт Сімон Реіекхофф       | 47.40 | 43.80 | 64.80 | 62.22 | 62.31 | 67.32 | 347.85  |
| 8     | Вірменія        | Азат Арутюнян Володимир Арутюнян      | 43.20 | 41.40 | 61.20 | 55.80 | 62.22 | 71.40 | 335.22  |
| 9     | Греція          | НІколаос Молваліс Атхагасіос Тсірікос | 46.20 | 43.80 | 48.36 | 55.80 | 48.72 | 55.80 | 298.68  |
| 10    | Грузія          | Сандро Мелікідзе Торнік Онікашвілі    | 37.80 | 39.00 | 58.50 | 60.45 | 57.60 | 35.70 | 289.05  |